# مگان ماهونی
مگان ماهونی (انگلیسی: Megan Mahoney؛ زادهٔ ۱۳ فوریهٔ ۱۹۸۳) بازیکن بسکتبال اهل ایالات متحده آمریکا است.